# 커넥티드 카
커넥티드 카(connected car)는 보통 무선랜이 장착되어 인터넷 접속이 가능한 자동차이다. 차량 밖에서는 물론 차량 내에서도 다른 장비와 인터넷 접속을 공유할 수 있다. 커넥티드 카에는 인터넷과 무선랜 접속뿐만 아니라 자동 충돌 알림, 과속 및 안전 경보 알림 등 추가적인 혜택을 제공하는 특별한 기술이 들어가 있다. 안전이 중요한 조건의 경우 FCC 승인 5.9GHz 대역에서 매우 낮은 대기 시간으로 작동하는 전용 단거리 통신(DSRC) 또는 셀룰러 무선을 사용하여 자동차가 연결될 것으로 예상된다.
미국과 EU 시나리오는 모두 5.9GHz 통신에 집중하지만 EU 시나리오는 미국 시나리오보다 하이브리드 통신 사용(제안된 CALM 접근 방식을 통해)에 대한 경로가 더 명확하다. 따라서 EU 시나리오는 다음과 같다. 보다 통합되고 확장 가능한 것으로 간주된다. 커넥티드 차량은 자동 운전, 전기 자동차 및 공유 모빌리티와 같은 다른 새로운 차량 기술과 함께 자율, 연결, 전기 및 공유라는 새로운 유형의 미래 이동성에 기여하고 있다.

## 역사 (1996년 ~ 현재)
제너럴 모터스가 1996년 온스타와 마케팅하기 위해 최초의 커넥티드 카 기능들을 도입한 최초의 자동차 메이커이다. 온스타는 GM이 모토로라자동차(Motorola Automotive, 나중에 컨티넨털에서 인수)와 협력하여 만들었다. 주요 목적은 안전과 사고가 발생했을 때 차량에 대한 긴급 도움을 받는 것이었다. 의료진이 빨리 도착할수록 운전자와 승객의 생존 가능성이 높아진다. 휴대폰 통화는 상담원이 도움을 보낸 콜센터로 연결된다.
처음에 온스타는 음성으로만 작동했지만 셀룰러 시스템이 데이터를 추가하자 시스템은 GPS 위치를 콜센터로 보낼 수 있었다. 온스타의 성공 이후 많은 자동차 제조업체는 일반적으로 새 차에 대한 무료 평가판과 평가판이 끝난 후 유료 구독과 함께 제공되는 유사한 안전 프로그램을 따랐다.
원격 진단은 2001년에 도입되었다. 2003년까지 커넥티드 카 서비스에는 차량 상태 보고서, 턴 바이 턴 길 안내 및 네트워크 액세스 장치가 포함되었다. 데이터 전용 텔레매틱스는 2007년에 처음 제공되었다.
2014년 여름, 아우디는 4G LTE 와이파이 핫스팟 액세스를 제공한 최초의 자동차 제조업체였으며 4G LTE의 첫 번째 대량 배포는 제너럴 모터스에서 이루어졌다.
2015년까지 온스타는 고객의 10억 건의 요청을 처리했다.
AA(구 The Automobile Association)는 영국 최초의 커넥티드 카 기술인 카 지니(Car Genie)를 선보였다. 이 기술은 고장 예방을 위해 고장 서비스에 직접 연결되어 자동차 상태 문제를 경고할 뿐만 아니라 고객에게 전화 통화로 직접 개입한다.
2017년 유럽의 기술 스타트업인 스트라티오 오토모티브(Stratio Automotive)는 10,000대 이상의 차량 예측 인텔리전스를 제공하여 차량 운영자가 차량을 더 잘 관리하고 유지할 수 있도록 한다.

## 연결 유형
차량이 주변 환경과 연결되고 통신할 수 있는 5가지 방법이 있다.
1. V2I "Vehicle to Infrastructure" : 차량에서 발생하는 데이터를 캡쳐해 운전자에게 인프라에 대한 정보를 제공하는 기술. V2I 기술은 안전, 이동성 또는 환경 관련 조건에 대한 정보를 전달한다.[10]
2. V2V "Vehicle to Vehicle" : 무선 정보 교환을 통해 주변 차량의 속도와 위치 정보를 전달하는 기술. 목표는 사고를 방지하고 교통 혼잡을 완화하며 환경에 긍정적인 영향을 미치는 것이다.[11]
3. V2C "Vehicle to Cloud": 클라우드 시스템과 차량에 대한 정보 및 애플리케이션에 대한 정보를 교환하는 기술이다. 이를 통해 차량은 에너지, 운송 및 스마트 홈과 같은 클라우드 연결 산업을 통해 다른 사람의 정보를 사용하고 IoT를 사용할 수 있다.[12]
4. V2P "Vehicle to Pedestrian": 이 기술은 주변 환경에 대한 정보를 감지하고 이를 다른 차량, 인프라 및 개인 모바일 장치에 전달한다. 이를 통해 차량이 보행자와 통신할 수 있으며 도로에서 안전성과 이동성을 향상시킬 수 있다.[13]
5. V2X "Vehicle to Everything": 모든 유형의 차량과 인프라 시스템을 서로 연결하는 기술이다. 이러한 연결에는 자동차, 고속도로, 선박, 기차 및 비행기가 포함된다.[14]

## 응용 분류
응용은 두 가지 범주로 구분할 수 있다.
1. 단일 차량용 애플리케이션: 단일 차량에서 클라우드 또는 백오피스와 연결하여 구현하는 차량 내 콘텐츠 및 서비스 애플리케이션.
2. 협동 안전 및 효율성 애플리케이션: 차량(또는 인프라) 간의 연결성을 제공하여 브랜드 간 및 국경 간 작업을 수행해야 하며 표준 및 규정이 필요하다. 일부는 편의 애플리케이션일 수 있고 다른 일부는 규제가 필요할 수 있는 안전 애플리케이션일 수 있다.

예를 들면 다음과 같다.
1. 단일 차량 애플리케이션: 자동차 제조업체에서 제공하는 컨시어지 기능 또는 앱은 운전자에게 출발 시간을 알려주고 정시에 도착하도록 알려주고 친구나 동료에게 문자 메시지 알림을 보내 BMW Connected NA와 같은 도착 시간을 알려준다. 또한 주차장이나 주유소를 찾는 데 도움이 된다.[15] 유럽 eCall은 EU에서 의무적인 단일 차량 안전 애플리케이션의 예이다.[16]
2. 협동생활안전 및 협동효율 : 전방추돌경고, 차로변경경고/사각지대경고, 비상제동등경고, 교차로이동보조, 긴급차량접근, 도로공사경고, 충돌사고 자동알림, 과속 및 안전알림 알림.[3][17]

커넥티드 카 부문은 8가지 범주로 더 분류할 수 있다.
- 모빌리티 관리: 운전자가 빠르고 안전하며 비용 효율적인 방식으로 목적지에 도달할 수 있도록 하는 기능(예: 현재 교통 정보, 주차장 또는 차고 지원, 최적화된 연료 소비)
- 상거래: 사용자가 이동 중에 재화 또는 서비스를 구매할 수 있는 기능(예: 주유, 식음료, 주차, 통행료)
- 차량 관리: 운전자가 운용 비용을 절감하고 사용 편의성을 높이는 데 도움이 되는 기능(예: 차량 상태 및 서비스 알림, 원격 작동, 사용 데이터 전송)
- 고장 방지: 고장을 예측하는 백엔드 알고리즘과 전화, SMS 또는 푸시 알림을 통해 개입하는 아웃바운드 서비스로 고장 서비스에 연결
- 안전: 운전자에게 외부 위험 및 위험에 대한 차량 내부 반응을 경고하는 기능(예: 비상 브레이크, 차선 유지, 적응형 크루즈 컨트롤, 사각지대 물체 식별)
- 엔터테인먼트: 운전자와 승객의 엔터테인먼트와 관련된 기능(예: 스마트폰 인터페이스, WLAN 핫스팟, 음악, 비디오, 인터넷, 소셜 미디어, 모바일 오피스)
- 운전자 지원: 부분 또는 완전 자동 운전과 관련된 기능(예: 교통량이 많거나 주차 중 또는 고속도로에서 작동 지원 또는 자동 조종 장치)
- 웰빙: 운전자의 편안함과 능력 및 운전 적합성과 관련된 기능(예: 피로 감지, 운전자를 위한 자동 환경 조정, 의료 지원)

## 단일 자동차 응용
현재 자동차에는 내비게이션 시스템, 스마트폰 통합 및 멀티미디어 패키지가 내장되어 있다. 일반적으로 2010년 이후에 제작된 커넥티드 카에는 운전자가 연결 작업을 보거나 관리할 수 있는 화면이 있는 헤드 유닛, 카 엔터테인먼트 유닛, 인대시 시스템이 있다. 만들 수 있는 기능 유형에는 음악/오디오 재생, 스마트폰 앱, 내비게이션, 로드사이드 어시스턴스, 음성 명령, 상황별 도움말/제안, 주차 앱, 엔진 제어 및 자동차 진단이 포함된다.
2014년 1월 6일, 구글은 2014년부터 안드로이드 플랫폼을 자동차에 도입하기로 약속한 기술 및 자동차 산업 리더의 글로벌 동맹인 OAA(Open Automotive Alliance)의 구성을 발표했다. OAA에는 아우디, GM, 구글, 혼다, 현대자동차와 엔비디아가 참여했다.
2014년 3월 3일, 애플은 아이폰 5/5c/5S를 iOS 7을 사용하는 자동차 인포테인먼트 장치에 카플레이(CarPlay)라는 라이트닝 단자를 통해 자동차에 연결하는 새로운 시스템을 발표했다.
안드로이드 오토(Android Auto)는 2014년 6월 25일에 안드로이드 스마트폰이 자동차 인포테인먼트 시스템에 연결할 수 있는 방법을 제공한다고 발표되었다.
점점 더 커넥티드 카(특히 전기 자동차)가 스마트폰의 부상을 활용하고 있으며 앱을 사용하여 거리에 관계없이 자동차와 상호 작용할 수 있다. 사용자는 자동차의 잠금을 해제하고, 전기 자동차의 배터리 상태를 확인하고, 자동차의 위치를 찾거나 실내 온도 조절 시스템을 원격으로 활성화할 수 있다.
2020년까지 도입될 혁신에는 스마트폰 캘린더의 연동, 자동차 앞 유리에 캘린더 표시, 캘린더 입력을 위한 내비게이션 시스템의 자동 주소 검색과 같은 스마트폰 애플리케이션의 완전한 통합이 포함된다. 장기적으로 내비게이션 시스템은 앞 유리에 통합되고 증강 현실 프로젝트를 통해 경보 및 교통 정보와 같은 디지털 정보를 운전자의 관점에서 실제 이미지에 통합할 것이다.
차량 관계 관리(VRM)와 관련된 단기 혁신에는 GPS 추적 및 개인화된 사용 제한과 같은 고급 원격 서비스가 수반된다. 또한 자동차 딜러, OEM 및 서비스 센터의 협력이 필요한 무선 튠업과 같은 유지 관리 서비스가 개발 중이다.
다양한 시장 동인에도 불구하고 지난 몇 년 동안 커넥티드 카의 궁극적인 돌파구를 가로막는 장벽도 있다. 그 중 하나는 고객이 임베디드 연결과 관련된 추가 비용을 지불하기를 꺼리고 대신 스마트폰을 차량 내 연결 요구에 대한 솔루션으로 사용한다는 사실이다. 이 장벽이 계속될 가능성이 높기 때문에 적어도 단기적으로 자동차 제조업체는 연결에 대한 소비자의 요구를 충족시키기 위해 스마트폰 통합으로 눈을 돌리고 있다.

## 협업형 생명 안전과 효율성
이러한 서비스는 둘 이상의 차량의 감각 입력에 의존하고 자동 모니터링, 경고, 제동 및 조향 활동을 통해 즉각적인 반응을 가능하게 하는 첨단 운전자 지원 시스템(ADAS)과 관련이 있다. 이것들은 브랜드와 국경을 넘어 기능하고 브랜드 간 및 국경 간 수준의 개인 정보 보호 및 보안을 제공하는 인프라뿐만 아니라 즉각적인 차량 간 통신에 의존한다. 이러한 이유로 미국 고속도로 교통 안전국(NHTSA)은 V2V 통신에 대한 ANPRM(Advanced Notice of Proposed Rulemaking)에서 규제를 주장하고 미국 의회에서 이를 주장했다. NHTSA는 2016년 12월 13일에 새로운 경차에 단거리 전용 통신(DSRC) 기술을 의무화할 것을 제안하는 규칙 제정 프로세스를 시작했다. 이 제안된 규칙에 따라 차량은 정의된 데이터 패킷인 "기본 안전 메시지"(BSM)를 초당 최대 10회 브로드캐스트하여 차량 위치, 방향 및 속도를 나타낸다. 2017년 3월, GM은 생산 차량인 캐딜락 CTS에 DSRC를 표준 장비로 제공한 최초의 미국 자동차 회사가 되었다. 미국은 또한 적절한 표준(IEEE 802.11p)과 주파수 규칙을 갖추고 있다. 유럽에서는 운송 안전을 위해 주파수를 조화시키고 ETSI ITS-G5라고 하는 조화 표준을 시행한다. EU에서는 차량 제조업체가 연결을 도입하도록 강요하지 않는다. 개인 정보 보호 및 보안을 위한 규제 프레임워크에 대한 논의가 진행 중이다.
기술적으로 말하면 협력 애플리케이션을 구현할 수 있다. 여기서 규제 프레임워크는 구현의 주요 장애물이며 개인 정보 보호 및 보안과 같은 문제를 해결해야 한다. 영국 주간지 '이코노미스트'는 이 문제가 규제 때문이라고 주장하기도 한다.

## 하드웨어
필요한 하드웨어는 내장 또는 가져오기 연결 시스템으로 나눌 수 있다. 빌트인 텔레매틱스 박스는 가장 일반적으로 GSM 모듈을 통해 독점 인터넷 연결을 가지며 자동차 IT 시스템에 통합된다. 미국에서 대부분의 커넥티드 카는 볼보의 경우와 같이 GSM SIM이 있는 GSM 사업자 AT&T를 사용하지만 현대 블루링크 시스템과 같은 일부 자동차는 GSM이 아닌 CDMA 사업자인 버라이즌 와이어리스 엔터프라이즈(Verizon Wireless Enterprise)를 활용한다.
대부분의 반입 장치는 전기화 및 차량 데이터 액세스를 위해 OBD(온보드 진단) 포트에 연결되며 두 가지 유형의 연결로 더 나눌 수 있다.
- 하드웨어는 인터넷 연결을 위해 고객의 스마트폰에 의존하거나
- 하드웨어는 GSM 모듈을 통해 독점 인터넷 연결을 설정한다.

모든 형태의 하드웨어에는 드라이버로서의 일반적인 용례가 있다. 내장형 솔루션은 대부분 자동 비상 전화(약어 eCall)에 대한 유럽의 안전 규정에 따라 구동되었다. 가져온 장치는 일반적으로 하나의 고객 세그먼트와 하나의 특정 사용 사례에 중점을 둔다.

## 보험
차량 연결성 향상으로 제공되는 데이터는 자동차 보험 산업에 영향을 미치고 있다. 운전 속도, 경로 및 시간에 대한 정보를 제공하는 실시간 데이터 스트리밍뿐만 아니라 예측 모델링 및 머신 러닝 기술은 보험 회사의 업무 방식을 변화시키고 있다. 얼리 어답터는 자동차 산업의 발전에 맞게 제품을 조정하기 시작하여 순수한 보험 상품 공급자에서 보험 서비스 하이브리드로 전환하도록 이끌었다.
예를 들어 프로그레시브(Progressive)는 2008년에 운전 시간과 능력을 고려하는 사용 기반 보험 프로그램인 스냅샷을 도입했다. 온보드 진단 장치를 통해 수집된 데이터를 통해 회사는 추가 개인 및 지역 위험 평가를 수행할 수 있다. 보험 업계에서 테스트 중인 또 다른 혁신은 텔레매틱스 장치와 관련이 있다. 텔레매틱스 장치는 광역 네트워크를 통해 차량 및 운전자 데이터를 전송한 후 법적 목적 및 사기성 보험 청구 식별을 위해 운전 행동에 영향을 미치는 데 사용된다. 추가 응용 프로그램은 동적 위험 프로필과 개선된 고객 세분화이다. 향후 서비스에는 연비 및 안전상의 이유로 운전 기술 코칭, 유지 보수 요구 사항 예측, 자동차 소유자에게 자동차를 판매할 최적의 시기에 대한 조언 제공이 포함된다.

## 트렌드
다음의 트렌드들은 자동차로 이해되는 것과 그 기능이 무엇인지에 대한 개념을 변화시키면서 완전히 발전된 커넥티드 카 산업으로의 전환을 강화하고 있다.
커넥티비티 분야의 기술 혁신이 가속화되고 있다. 고속 컴퓨터는 자동차가 주변 환경을 인식하도록 도와주어 자율 주행 차량의 조종을 점점 더 현실화할 수 있다.
고급 운전 지원 시스템(ADAS)을 허용하는 센서를 연결하기 위해 이더넷 기술을 사용하려는 시도가 있다. 이더넷을 통해 차량 내부의 네트워크 속도는 1메가비트에서 기가비트로 증가할 수 있다. 또한 이더넷은 여러 장치에 연결할 수 있는 스위치를 사용하여 필요한 케이블의 양을 줄여 자동차의 전체 무게를 줄인다. 또한 확장성이 뛰어나 장치와 센서를 서로 다른 속도로 연결할 수 있으며 구성 요소를 기성품으로 사용할 수 있다는 이점이 있다.
실제로 연구에 따르면 고객은 모바일 장치와 연결성을 사용하기 위해 제조업체를 기꺼이 전환할 의향이 있다. 2014년에는 그렇게 할 의향이 있는 21%가 있었지만 2015년에는 이 수치가 37%로 증가했다. 게다가 해당 고객의 32%는 기본 모델의 연결과 관련된 서비스에 대해 비용을 지불할 준비가 되어 있다. 이 수치는 1년 전인 2014년에 21%였다. 제조업체를 바꾸고 그러한 서비스에 대해 비용을 지불하려는 고객의 증가는 연결된 자동차의 중요성이 증가하고 있음을 보여준다.
사물인터넷은 초고속 인터넷으로 차 안에서 모바일 서비스를 제공하는데 이용될 것이다. 이 기능은 실시간 트래픽 제어, 원격 진단을 위한 자동차 제조업체 서비스와의 상호 작용 및 향상된 회사 물류 자동화를 가능하게 한다. 또한 자율주행차 시대가 도래하면서 보다 나은 경로 선택과 사고 신고를 위해 차량 간 정보 교환에 인터넷이 활용될 것이다.

## 비판

### 단점과 문제점
커넥티드 카는 운전자에게 이점과 즐거움을 모두 제공하지만 결점과 과제도 직면한다.
- 커넥티드 카의 주요 문제는 해킹 가능성이다. 인터넷과 시스템에 연결될수록 외부로부터의 침투에 더 노출된다. 자동차 제조업체가 원격으로 서비스와 도움을 제공할 수 있다면 해당 채널을 통해 해커도 자동차에 액세스하고 제어할 수 있다. 독일과 브라질에서는 자동차 운전자의 59%가 인터넷에 연결된 자동차가 해킹당할까봐 두려워한다. 미국은 43%, 중국은 53%인 반면 평균은 54%이다.[43]
- 신뢰성도 주요 관심사이다. 자동차, 센서 및 네트워크 하드웨어가 오작동한다. 시스템은 서비스 거부 공격과 같은 잘못된 통신뿐만 아니라 잘못된 데이터를 처리해야 한다.
- 프라이버시는 해킹과 다른 용도 모두에서 또 다른 차원이다. 위치, 운전자의 일일 동선, 사용하는 앱 등 자동차에서 수집되는 민감한 데이터는 모두 해킹당해 무단으로 사용되거나[44] 기업과 정부에서 사용되기 쉽다. 예를 들어 독일에서는 자동차 운전자의 51%가 개인 정보 보호를 원하기 때문에 자동차 관련 연결 서비스를 사용하기를 원하지 않는다. 미국에서는 45%, 브라질에서는 37%, 중국에서는 21%가 그렇게 생각한다. 평균은 37%이다.[43]
- 커넥티드 카에 있든 네트워크의 다른 위치에 있든 상관없이 자율 주행 중에 시스템의 단순한 오류는 치명적인 결과를 초래할 수 있다.

### 도전과의 싸움
- 제품 디자인 변경: 제품이 개발되는 방식과 "유지보수-응답-아키텍처"가 중요한 역할을 한다. 빠른 변경은 비용이 많이 들고 우회하기 쉽기 때문에 회사는 설계 보안 측면에서 장기적인 솔루션에 집중해야 한다. 제품을 개발할 때 가능한 초기 단계에서 이 영역을 통합하는 것이 회사에 올바른 접근 방식이 될 수 있다.
- 회사 부서 간의 내부 협력: 제품 보안 팀과 기업 IT 보안 팀은 장치의 해킹 가능성을 방지하기 위해 긴밀하게 협력해야 한다. 이를 위해 회사는 버그 가능성 및 보안 허점(소프트웨어)을 최소화하는 지침을 만들 수 있다. 시스템 수정 및 패치를 더 쉽게 만드는 것은 그것에서 비롯된 또 다른 효과일 수 있다.
- 무선 업데이트: 단기 솔루션도 문제를 해결하기 쉽기 때문에 OTA(무선)라는 기술이 OEM에게 점점 더 중요해지고 있다. 이러한 OTA 업데이트를 통해 회사는 문제/공격을 신속하게 감지하고 악의적인 요소가 활성화되어 시스템을 공격하는 것을 방지할 수 있다. 그러나 이것은 매우 비용이 많이 드는 접근 방식이며 회사는 비효율성으로 인한 비용 손실을 방지하기 위해 문제를 직접 공격하기 위해 시스템의 아키텍처를 자세히 알아야 한다.
- 가치 사슬 보안: 회사는 보안 시스템의 최종 통합자이므로 가치 사슬 전체에서 보안을 제어해야 한다. 또한 공급업체는 보안이 모바일 장치에서 가장 중요한 역할을 하는지 확인해야 한다. 조달 부서의 예를 들어 최종 제품의 사이버 보안 기능이 협상되고 사용 가능한지 확인해야 한다. 전체 보안 문제는 가치 사슬의 시작 부분에서 시작된다. 이 접근 방식은 업계의 미래 보안 표준을 실제로 정의 및 형성하고 업계의 모든 참여자가 보안의 중요성에 대해 동일한 이해를 갖도록 하는 데 사용할 수 있다.[45]

## 커넥티드 카 서비스 기능
| 제조사     | 서비스                     | 모바일 앱 | 기능 (모델 기반 호환) | 안전 서비스                                                                                      | 보안 서비스                                                                       |
| ---------- | -------------------------- | --------- | --- | ------------------------------------------------------------------------------------------------ | --------------------------------------------------------------------------------- |
| Audi       | myAudi                     | 예        | Start / Stop Lock / Unlock Climate Controls |                                                                                                  |                                                                                   |
| Acura      | AcuraLink                  | 예        | Start / Stop Lock / Unlock Climate Controls |                                                                                                  |                                                                                   |
| BMW        | Connected Drive            | 예        | Start / Stop Lock / Unlock Climate Controls |                                                                                                  |                                                                                   |
| Cadillac   | myCadillac                 | 예        | TBD |                                                                                                  |                                                                                   |
| Chevrolet  | myChevrolet                | 예        | TBD |                                                                                                  |                                                                                   |
| Chrysler   | Uconnect Access            | 예        | TBD |                                                                                                  |                                                                                   |
| Dodge      | Uconnect Access            | 예        | TBD |                                                                                                  |                                                                                   |
| Fiat       | Uconnect Access            | 예        | TBD |                                                                                                  |                                                                                   |
| Ford       | SYNC Connect               | 예        | Start / Stop Lock / Unlock |                                                                                                  |                                                                                   |
| Genesis    | GENESIS connected services | 예        | Start / Stop Lock / Unlock Climate Controls Horn Honk & Light Vehicle Status Check Find My Car Location Share My Car (APP Sharing) Tyre Pressure Information Seat Ventilation Control / Status Air Purifier ON Fuel Level Information In-Vehicle Air Quality Status Pro-Active Vehicle Status Alert Auto/Manual DTC Check (Diagnosis) Monthly Health Report Maintenance Alert Driving Information / Behaviour Digital Car Key Car Pay(In-vehicle Payment) IoT(CarToHome/HomeToCar) | Auto Crash Notification (ACN) SOS / Emergency Assistance Road Side Assistance Panic Notification | Stolen Vehicle Tracking Stolen Vehicle Notification Stolen Vehicle Immobilization |
| GMC        | myGMC                      | 예        | TBD |                                                                                                  |                                                                                   |
| Honda      | HondaLink                  | 예        | Start / Stop Lock / Unlock Climate Controls |                                                                                                  |                                                                                   |
| Hyundai    | Blue Link                  | 예        | Start / Stop Lock / Unlock Climate Controls Horn Honk & Light Vehicle Status Check Find My Car Location Share My Car (APP Sharing) Tyre Pressure Information Seat Ventilation Control / Status Air Purifier ON Fuel Level Information In-Vehicle Air Quality Status Pro-Active Vehicle Status Alert Auto/Manual DTC Check (Diagnosis) Monthly Health Report Maintenance Alert Driving Information / Behaviour Digital Car Key Car Pay(In-vehicle Payment) IoT(CarToHome/HomeToCar) | Auto Crash Notification (ACN) SOS / Emergency Assistance Road Side Assistance Panic Notification | Stolen Vehicle Tracking Stolen Vehicle Notification Stolen Vehicle Immobilization |
| Jeep       | Uconnect Access            | 예        | TBD |                                                                                                  |                                                                                   |
| Kia        | 기아 커넥트(UVO)           | 예        | Start / Stop Lock / Unlock Climate Controls Horn Honk & Light Vehicle Status Check Find My Car Location Share My Car (APP Sharing) Tyre Pressure Information Seat Ventilation Control / Status Air Purifier ON Fuel Level Information In-Vehicle Air Quality Status Pro-Active Vehicle Status Alert Auto/Manual DTC Check (Diagnosis) Monthly Health Report Maintenance Alert Driving Information / Behaviour Digital Car Key Car Pay(In-vehicle Payment) IoT(CarToHome/HomeToCar) | Auto Crash Notification (ACN) SOS / Emergency Assistance Road Side Assistance Panic Notification | Stolen Vehicle Tracking Stolen Vehicle Notification Stolen Vehicle Immobilization |
| Lexus      | Lexus Enform Remote        | 예        | TBD |                                                                                                  |                                                                                   |
| Mazda      | Mazda Mobile Start         | 예        | TBD |                                                                                                  |                                                                                   |
| Mercedes   | mbrace                     | 예        | Start / Stop Lock / Unlock Climate Controls |                                                                                                  |                                                                                   |
| Mitsubishi | Mitsubishi Connect         | 아니요    | TBD |                                                                                                  |                                                                                   |
| Nissan     | NissanConnect              | 예        | TBD |                                                                                                  |                                                                                   |
| RAM        | Uconnect Access            | 예        | TBD |                                                                                                  |                                                                                   |
| Subaru     | STARLINK                   | 예        | Lock / Unlock |                                                                                                  |                                                                                   |
| Tesla      | Tesla                      | 예        | Start / Stop Lock / Unlock Climate Controls |                                                                                                  |                                                                                   |
| Toyota     | Toyota Remote Connect      | 예        | Start / Stop Lock / Unlock |                                                                                                  |                                                                                   |
| Volvo      | Volvo On Call              | 예        | Start / Stop Lock / Unlock Climate Controls |                                                                                                  |                                                                                   |
| Volkswagen | Car-Net                    | 예        | TBD |                                                                                                  |                                                                                   |

## 관련 기술

### 커넥티드 카 컴퓨팅 시스템
자동차와 외부 클라우드를 연결하는 커넥티드 카의 핵심 소프트웨어가 포함된 시스템이다. 2020년 1월에 공개된 제네시스 카페이를 예로 들 수 있다. 이 시스템은 커넥티드 카, 운영체제(Operating System), 차량 내 네트워크(In-Vehicle Network), 서비스 플랫폼(Service Platform) 등 4가지로 구성된다.

#### 운영체제 기술 영역
- 고성능 컴퓨팅 : 딥러닝과 같은 데이터 분석을 지원하는 기술
- 심리스 컴퓨팅 : 차량과 주변 인프라를 원활하게 연결하는 기술
- 지능형 컴퓨팅 : 운전자의 의도와 상태를 파악하는 기술
- 보안 컴퓨팅 : 차량 내외부 네트워크를 모니터링해 차량 안전을 강화하기 위한 기술

## 같이 보기
- 자동차
- 무인 자동차
- 사물인터넷
- 텔레매틱스
- 차량-사물 통신
- 커넥티드 카 커머스